# Lago di Nar
Il lago di Nar (in turco: Nar o Narlı Gölü) è un lago salmastro craterico situato nella provincia di Niğde, al confine con quella di Aksaray, nella Turchia centrale.

## Geografia
Lo specchio d'acqua è profondo circa 21 metri e occupa un'area di 0,7 chilometri quadrati. Esso si trova a 38°20'24.43"N e 34°27'23.69" E e ha un'altitudine di 1.363 m s.l.m.. Il bacino lacustre si è formato a seguito dell'attività vulcanica; in particolare è classificato come un lago maar. Nella zona c'è ancora attività geotermica, la quale ha dato origine a sorgenti di acqua calda intorno al lago. Negli ultimi anni, le acque geotermiche sono state pompate negli hotel vicini per essere utilizzate nei loro bagni caldi.

## Importanza scientifica
Il Lago di Nar è particolarmente noto per la sua importanza scientifica. Esso è sede di una nuova specie di alghe microscopiche di diatomea chiamata Clipeoparvus anatolicus. Le acque del lago Nar subiscono un notevole cambiamento tra le diverse stagioni. In inverno, l'acqua del lago è fredda da cima a fondo. Quando la temperatura aumenta in primavera, l'acqua del lago si divide in una metà superiore calda (epilimnion), mentre la metà inferiore (hypolimnion) rimane fredda e priva di ossigeno. Un'abbondanza di alghe planctoniche (o fioritura di plancton) all'inizio dell'estate cambia la chimica dell'acqua e porta alla precipitazione del carbonato di calcio. Di conseguenza, il fango sul fondo del lago è costituito da strati alternati in bianco e nero (o varve) che rappresentano diverse stagioni dell'anno. Come gli anelli degli alberi, esse creano un orologio geologico naturale. L'esempio più noto di un lago che forma varve in Turchia è il lago di Van.
Un gruppo di ricercatori britannici, turchi e francesi ha lavorato sui suoi sedimenti e sulle sue acque. Dal 1997, campioni di acqua sono stati prelevati dal lago per monitorare come il livello del lago e la chimica sono cambiati con il clima. In questo periodo, la Turchia centrale sperimenta un passaggio verso condizioni più asciutte (specialmente estati più calde con più evaporazione), che è stato visto nel Lago di Nar come una caduta del livello del lago e un cambiamento nella chimica del lago.
I nuclei di sedimenti prelevati dal lago di Nar sono stati datati contando i singoli strati sino a migliaia di anni nel passato. L'analisi di laboratorio di questi nuclei di sedimenti ha permesso di ricostruire la storia del clima e delle attività umane in modo molto dettagliato. Ad esempio, l'analisi del polline ha mostrato come le invasioni arabe dell'Anatolia centrale durante l'VIII e il IX secolo distrussero l'economia rurale tardoantica della Cappadocia basata sulle colture arboree e la coltivazione dei cereali, la cosiddetta fase di occupazione di Beyşehir. Nel 2010 sono stati prelevati nuovi campioni di nucleo dai sedimenti lacustri, che si estendono dall'attuale letto del lago sito a circa 21 metri di profondità fino a oltre 21 metri sotto il letto stesso.
Questo record di sedimenti si estende dai giorni nostri a circa 14.000 anni fa, e analizzando i cambiamenti nella chimica dei sedimenti è stato possibile ricostruire il modo in cui il livello del lago, e quindi il clima dell'anatolia centrale, è cambiato nel tempo. Dopo un periodo di siccità al tempo del periodo freddo del Nord Europa chiamato dryas recente, circa 11.700 anni fa c'è stato un rapido spostamento verso condizioni più umide. Il clima rimase umido per diverse migliaia di anni, ma poi divenne gradualmente più secco, raggiungendo un picco intorno a 4000-2000 anni fa.